# تیم ملی بسکتبال مردان جزایر مارشال
تیم ملی بسکتبال جزایر مارشال نماینده جزایر مارشال در مسابقات بین‌المللی است.